# Abada
Abada é um animal mítico semelhante a um unicórnio cultuado na República Democrática do Congo.

## Etimologia
É provável que a palavra "abada" seja por si só uma designação portuguesa para o rinoceronte, pelo malaio ‹بادق‎› (bādaḳ).

## Descrição
O abada difere do unicórnio por ter dois chifres curvados. Os chifres do abada podem servir como um antídoto para veneno. Ele foi descrito tendo o tamanho de um pequeno asno com a cauda de um javali.
Ele também é conhecido pelo nome de Nillekma ou Arase. Diz-se que é nativo de Cordofão, uma ex-província do Sudão Central.